# Objecció escolar
L'objecció escolar és la negativa de l'alumne a estar a l'escola durant l'edat obligatòria i pot traduir-se en absentisme escolar, passivitat o mala conducta a l'aula per demostrar el rebuig a l'educació formal que s'està rebent. És un fenomen que pot donar-se a qualsevol edat, si bé se sol concentrar en els darrers cursos de l'ESO o etapa equivalent. Hi ha programes alternatius per a aquest col·lectiu, bàsicament la Unitat d'Escolarització Compartida i les Aules Obertes.
Els objectors mostren poca motivació pel procés d'aprenentatge o bé per les matèries que es cursen a l'escola (ja que sí que poden estar interessats a formar-se d'una altra manera, de fet un 21% d'aquests joves ho declara així) i sovint acumulen més suspensos que la mitjana. Constitueixen un dels grups de risc per al fracàs escolar.